# Come into My World (Alexandra Stan e Nervo)
Come into My World è un singolo della cantante rumena Alexandra Stan e delle DJ Australiane Nervo, pubblicato il 2 luglio 2021 dalla Universal Music.

## Video musicale
Il video del brano è stato reso disponibile su YouTube lo stesso 2 luglio 2021, pubblicato per accompagnare il rilascio del singolo, caricato sul canale ufficiale della Stan. Il video è stato ideato, diretto e filmato da Raluca Nelca e prodotto da Arkomo.

## Successo commerciale
Il brano riesce ad entrare nella top 100 della classifica radiofonica rumena al 91º posto.

## Tracce
1. Come into My World (con le Nervo) – 3:12